# 구지원 (럭비 선수)
구지원(具智元, 1994년 7월 20일 ~ )은 일본의 럭비 선수이다.
아버지 구동춘은 연세대학교와 일본 혼다 히트에서 활동했던 럭비 선수이다. 두 살 위의 형 구지윤과 함께 초등학교 때 뉴질랜드로 2년간 유학을 가서 럭비를 접했다. 중학교 때 일본으로 건너가 사이키시에서 중고등학교를 다니고 2013년 다쿠쇼쿠 대학에 입학했다.
2016년에 선울브즈에 뽑혔다. 대학을 졸업한 2017년에는 혼다 히트에 입단했다. 2019년에는 럭비 월드컵에 일본 대표로 참가했다.
2019년 12월에 일본 국적을 취득하였다.